# عزرا تومسون
عزرا تومسون (بالإنجليزية: Ezra Thompson)‏ هو شخصية أعمال وسياسي أمريكي، ولد في 17 يوليو 1850، وتوفي في 8 أبريل 1923. حزبياً، نشط في الحزب الجمهوري.